# Bong (Liberia)
Bong is een van de county's van Liberia. De county is ruim 8000 km² groot en had in 2007 meer dan 350.000 inwoners. De hoofdstad van Bong is Gbarnga. Bong is vernoemd naar de Mount Bong die in het zuiden van de county ligt.
De county Bong ontstond in 1963 bij de afsplitsing van de toenmalige provincie Central.

## Grenzen
Bong grenst aan een buurland van Liberia:
- Aan de regio Nzérékoré van Guinee in het noorden.

Bong heeft verder zes buurcounty's:
- Nimba in het oosten.
- Grand Bassa in het zuidoosten.
- Margibi in het zuidwesten.
- Montserrado in het uiterste zuidwesten.
- Gbarpolu in het zuidelijke noordwesten.
- Lofa in het noordelijke noordwesten.

## Districten
De county bestaat uit acht districten:
- Fuamah
- Jorquelleh
- Kokoyah
- Panta-Kpa

- Salala
- Sanayea
- Suakoko
- Zota

Bomi · Bong · Gbarpolu · Grand Bassa · Grand Cape Mount · Grand Gedeh · Grand Kru · Lofa · Margibi · Maryland · Montserrado · Nimba · River Cess · River Gee · Sinoe